# Veengeelgerande waterkever
De veengeelgerande waterkever (Dytiscus dimidiatus) is een keversoort uit de familie waterroofkevers (Dytiscidae). De wetenschappelijke naam van de soort is voor het eerst geldig gepubliceerd in 1778 door Bergsträsser.